# 圣帕特里斯-迪代塞尔
圣帕特里斯-迪代塞尔（法語：Saint-Patrice-du-Désert，法語發音：[sɛ̃ patʁis dy dezɛʁ] ⓘ）是法国奥恩省的一个市镇，属于阿朗松区。

## 地理
圣帕特里斯-迪代塞尔（48°32'31"N, 0°18'7"W）面积20.48 平方千米，位于法国诺曼底大区奧恩省，该省份为法国西北部内陆省份，北起顺时针与卡爾瓦多斯省、厄尔省、厄尔-卢瓦省、萨尔特省、马耶讷省和芒什省接壤。
与圣帕特里斯-迪代塞尔接壤的市镇（或旧市镇、城区）包括：拉莫特富凯、利涅尔-奥热尔、讷伊勒旺丹、拉帕吕、马尼勒代塞尔、圣旺勒布里苏、马塞堡。

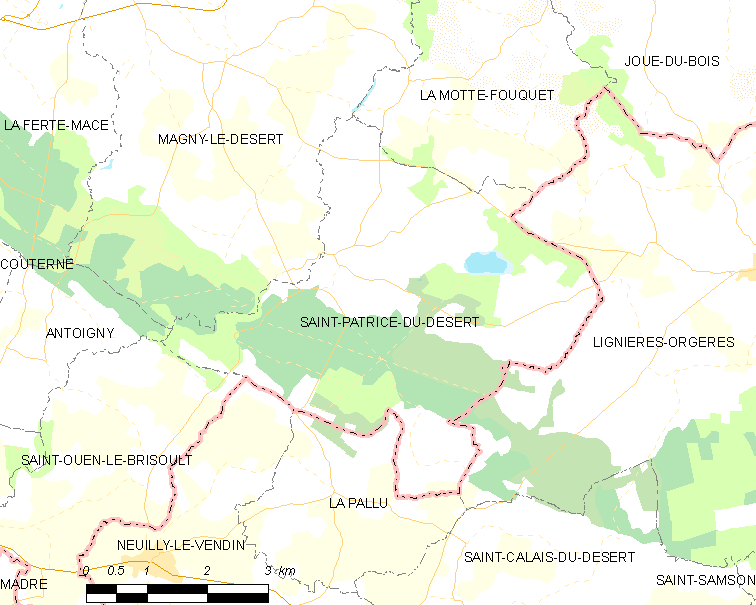
圣帕特里斯-迪代塞尔的OSM定位图

圣帕特里斯-迪代塞尔的时区为UTC+01:00、UTC+02:00（夏令时）。

## 行政
圣帕特里斯-迪代塞尔的邮政编码为61600，INSEE市镇编码为61442。

## 政治
圣帕特里斯-迪代塞尔所属的省级选区为马尼勒代塞尔县。

## 人口

1962-2008年间圣帕特里斯-迪代塞尔人口变化图示

圣帕特里斯-迪代塞尔于2022年1月1日时的人口数量为232人。